# Kapabel
Kapabel - De Avonduren is een Nederlandse band met invloeden van jazz, folk, hiphop en funk. De Avonduren komt voort uit de door MC Kapabel (Abel Aelvoet) geschreven mythen, sprookjes en sagen. Deze verhalen worden ondersteund door muzikanten Bram Hakkens (drums), Dibbe van Laarhoven (bas), Frank Wienk (percussie) en Niels Broos (toetsen) die ook allen in The Kyteman Orchestra spelen.  

## Biografie
Frontman Kapabel begon als tiener al met het schrijven van verhalen over o.a. Wammus Langnek, Koning Kater, Sjakie Schildpad en de GHR. De rapper schreef ongeveer twee jaar lang aan het gelijknamige debuutalbum ‘De Avonduren’.
In 2011 werden in de EpicRainbowUnicornStudio in Utrecht de fundamenten gelegd voor deze plaat, die op 27 januari 2012 verscheen op het label Kytopia. Het album werd geproduceerd door Simon Akkermans (bekend van C-mon & Kypski).
De eerste single, Sjakie Schildpad, werd in januari 2012 gelanceerd. Ook Herman van Veen is te horen op deze single. Van Veen geldt als inspirator voor Kapabel en de rest van de band. 
Op 14 januari 2012 werd op Noorderslag de aftrap gegeven voor de eerste clubtour van de Avonduren.

## Discografie

### Albums
| Album met eventuele hitnotering(en) in de Nederlandse Album Top 100 | Datum van verschijnen | Datum van binnenkomst | Hoogste positie | Aantal weken | Opmerkingen |
| ------------------------------------------------------------------- | --------------------- | --------------------- | --------------- | ------------ | ----------- |
| De avonduren                                                        | 27-01-2012            | 04-02-2012            | 32              | 4            |             |

### Singles
| Single met eventuele hitnotering(en) in de Nederlandse Top 40 | Datum van verschijnen | Datum van binnenkomst | Hoogste positie | Aantal weken | Opmerkingen                 |
| ------------------------------------------------------------- | --------------------- | --------------------- | --------------- | ------------ | --------------------------- |
| Sjakie Schildpad en de kreupele haas                          | 2012                  | -                     |                 |              | Nr. 98 in de Single Top 100 |

## Tracklist albumDe Avonduren
1. De Avonduren
2. Sjakie Schildpad en de Kreupele Haas (met Herman van Veen)
3. Apie
4. De Woudreuzen
5. Vier Geruchten
6. Koning Kater
7. GHR
8. Dood
9. De Man met de Baard
10. Wammus Langnek
11. LiliSam
12. Het Vuurtorenvolk
13. Politiek